# Circuit de la vallée de la Senne
Le Circuit de la vallée de la Senne, (ou Omloop der Zennevallei en flamand), est une ancienne course cycliste belge, disputée de 1962 à 1976 à Tourneppe (Dworp) en Région flamande dans la province du Brabant flamand.

## Palmarès
| Année | Vainqueur                | Deuxième            | Troisième                |
| ----- | ------------------------ | ------------------- | ------------------------ |
| 1962  | Clément Roman            | Roger Baens         | Marcel Seynaeve          |
| 1963  | Bernard Van De Kerckhove | Michael Wright      | Willy Bocklant           |
| 1964  | Émile Daems              | Emiel Verheyden     | Willy Van den Eynde (nl) |
| 1965  | Martin Van Den Bossche   | Jan Nolmans         | Willy Van den Eynde (nl) |
| 1966  | Willy Van den Eynde (nl) | Georges Delvael     | André Chainniaux         |
| 1967  | Eddy Merckx              | Alfons De Bal       | Willy Donie              |
| 1968  | Victor Van Schil         | Eddy Merckx         | André Gosselin           |
| 1969  | Rik Van Looy             | Roger De Vlaeminck  | Eric De Vlaeminck        |
| 1970  | Jos Deschoenmaecker      | Raf Hooyberghs (nl) | André Poppe              |
| 1971  | Maurice Dury             | Rik Van Linden      | Frans Verbeeck           |
| 1972  | Georges Pintens          | Paul Aerts          | Jean-Pierre Berckmans    |
| 1973  | Jean-Pierre Berckmans    | Roger De Vlaeminck  | Gérard Hendrickx         |
| 1974  | Alfons De Bal            | André Dierickx      | Jean-Pierre Berckmans    |
| 1975  | Victor Van Schil         | Eddy Verstraeten    | Gerben Karstens          |
| 1976  | Ludo Peeters             | Victor Van Schil    | Willy In 't Ven          |